# Rose Marie (pel·lícula de 1936)
 Rose Marie és una pel·lícula musical de 1936, dirigida per W.S. Van Dyke amb Jeanette MacDonald i Nelson Eddy. Va ser la segona de les tres adaptacions de la Metro-Goldwyn-Mayer del musical de Broadway de 1924 amb el mateix nom. Una versió muda va ser llançada el 1928 i un altre versió en color el 1954. Algunes parts de Rudolf Friml i la partitura original d'Herbert Stothart per al musical de Broadway s'utilitzen en els films de 1936 i 1954.

## Argument
Un fugitiu és buscat per la seva germana i un agent de la policia muntada del Canadà.

## Repartiment
- Jeanette MacDonald: Marie de Flor
- Nelson Eddy: Sergent Bruce
- Reginald Owen: Myerson
- Allan Jones: un tenor
- James Stewart: John Flower
- Alan Mowbray: Premier
- Gilda Gray: Bella
- George Regas: Boniface
- Robert Greig: l'empresari d'un cafè
- Una O'Connor: Anna
- Lucien Littlefield: botiguer
- Herman Bing: Mr. Daniells
- David Niven: Teddy